# Elsa Chauvel

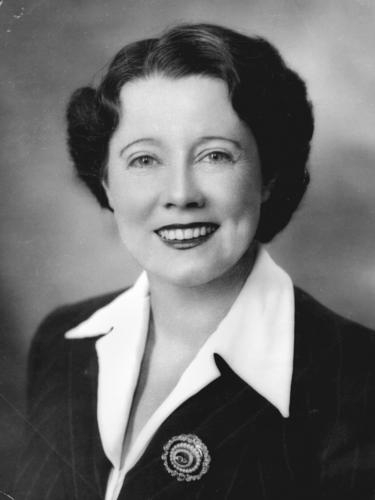
Elsa Chauvel (um 1940)

Elsa Chauvel, geboren als Elsie May Wilcox, (* 10. Februar 1898 in Collingwood; † 22. August 1983 in Toowoomba) war eine australische Schauspielerin.

## Leben
Chauvel kam in ihrer Kindheit nach Südafrika, wo ihr Vater eine reisende Schauspielertruppe gründete. Dieser gehörte sie unter dem Bühnennamen Elsie Silveni bzw. Sylvaney an ebenso wie ihr Bruder, der unter dem Namen Kyrle McAlister auftrat. Später schloss sie sich mit ihrem Bruder anderen Truppen in Johannisburg und Kapstadt an, bevor sie 1924 nach Australien zurückkehrte.
Hier trat sie in Brisbane in dem Musical Crackers auf, wo sie der Regisseur Charles Chauvel entdeckte, der sie für den Film Greenhide besetzte und im Jahr 1927 heiratete. Im Folgejahr ging sie mit ihrem Mann nach Amerika und trat dort in San Francisco und Los Angeles auf. Nach dessen vergeblichen Versuchen, in Hollywood Fuß zu fassen, kehrten beide nach Australien zurück.
Hier trat sie nur noch gelegentlich auf der Bühne auf, wirkte aber in sieben Filmen ihres Mannes als Schauspielerin, Koautorin und -produzentin mit, darunter In the Wake of the Bounty (1933) und Jedda (1955). Während des Zweiten Weltkrieges drehte das Paar Dokumentarfilme, 1956–57 entstand die Fernsehserie Walkabout für die BBC.
Nach dem Tod ihres Mannes 1959 sammelte Chauvel Kopien seiner Filme für das Nationale Filmarchiv. Sie engagierte sich als Vizepräsidentin und Schirmherrin für die Royal New South Wales Institution for Deaf & Blind Children und die britische Wohlfahrtsstiftung Barnardo's. 1973 veröffentlichte sie ihre Autobiographie My Life with Charles Chauvel.